# BL 8英吋榴彈炮 MkVI – VIII
BL 8英吋榴彈炮 MkVI – VIII（英語：BL 8-inch howitzer Marks VI, VII and VIII，第6、7、8型後裝式8英吋榴彈炮）是英國陸軍在第一次世界大戰中期引進的野戰重型榴彈炮，與當時英軍的主力重炮相比，它的性能比前代要好、機動能力比BL 9.2英吋榴彈炮要強，性能可與德軍的Mrs 16重榴彈炮對抗，所以在戰爭末期成為英軍野戰重炮主力，並輸出設計供給美國製造。

## 簡介
1915年8月，英國陸軍委託維克斯公司開發新型8吋榴彈炮，以替換當時使用海軍6吋炮改膛截管應急的BL 8英吋榴彈炮Mk I-V型。維克斯公司的設計主要援引了BL 6英寸26英擔榴彈炮基礎，並將其尺寸放大，在維持炮架穩定性的情況下滿足了8吋榴彈炮的硬體要求，並使用改良的液氣壓彈簧複合制退復進機替換舊型的彈簧制退復進機。
英軍在測試後，在1916年3月簽下第一批50門的訂單、至1916年秋季又加訂了30門，這批次稱為BL 8英吋榴彈炮第6型(Mk-VI)。與第5型相比，第6型的火炮總和重量降低至2.9公噸，炮車組的總體重量減輕了將近5公噸，這使得炮車的運輸更加便捷。此型號的炮管為14.7倍徑，射程10,745碼（9,825）。
由於第一版的射程平庸，無法與德國製造的野戰重炮對抗，從戰場經驗學習到射程對炮兵戰力有著關鍵性的影響，因此在1916年6月維克斯對其重新設計。1916年7月，維克斯推出增長炮管的改良版第7型，它的炮管增長到17.3倍徑，射程也提升到12,300碼（11,200），其高低機的仰角則降低到45度。但是此型號炮管使用的鋼線纏繞筒緊炮身技術不成熟，造成炮管使用壽命大幅縮減，且會出現內管裂損的問題。
為了解決第7型的問題，維克斯在之後推出了改良版第8型(Mk VIII)，這版本的8吋炮使用加厚的炮管緩解炮管強度問題，但是炮管的壽命仍然降低至3,000發全裝藥彈，與第6型的7,800發相比仍有很大的落差。

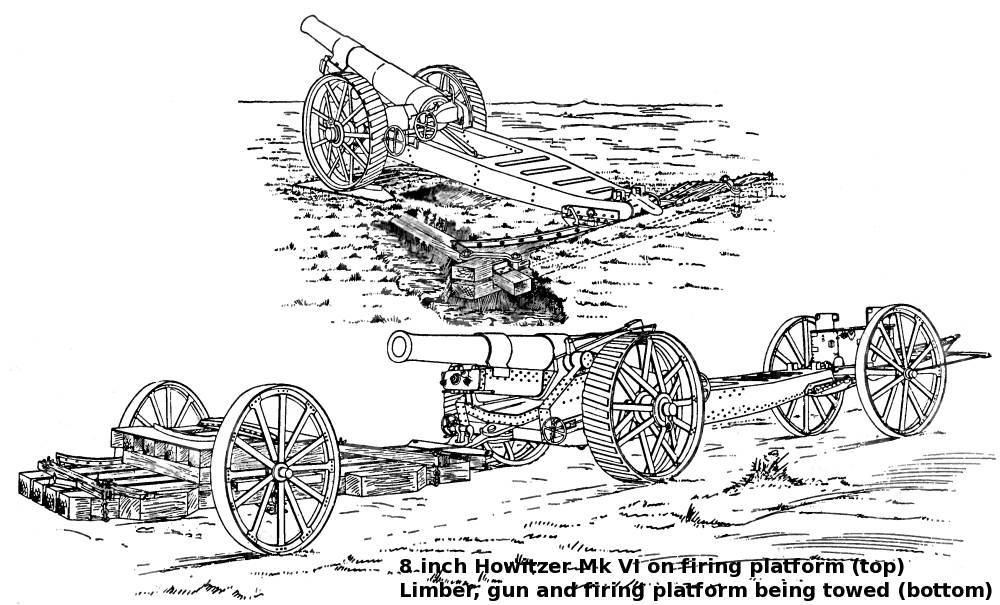
維克斯平台與其運用圖解

## 服役運用
英国
在1916年實際投入戰場後，第6型後裝8吋炮發現它們的炮架設計有瑕疵，如果火炮在過軟或過硬的地基上發射會出現制退復進機工作不良的現象，並導致火炮翻車。為了克服這個問題，英國後來製造的一種稱為維克斯平台的底座，將火炮擺置於底座上即可確保穩定射擊表現。但是鋪設與調整平台仍然是炮組的工作，因此是一個高度消耗勞動力的任務。
在第一次世界大戰中，八吋榴炮採用6炮一連之編制，英國在歐洲戰場西線組建了37個八吋炮連、加拿大2個、澳大利亞1個(澳大利亞皇家炮兵第54攻城炮兵連)，英國本土1個連、馬其頓佈署4門、巴勒斯坦佈署兩門。停產前，英國生產了678門此系列的8吋榴彈炮。加上出口給俄羅斯的訂單，總生產數量為七百餘門。
到第二次世界大戰時，英國陸軍仍然保有大量的8吋榴彈炮，並統一更換為第8型的炮管，統稱BL 8吋榴彈炮，它們與一戰時的差別是從外覆橡膠鋼質輻射式車輪更換了充氣輪胎車輪以搭配速度更快的火炮牽引車，但在敦克爾克戰役英國損失了大量現代化版本的8吋榴彈炮，為了補充損失，英國在1940年先後向美國引進了四百餘門庫存炮，在BL 7.2英寸榴彈炮服役後，英國將8吋榴彈炮的炮身總成拆除，更換為7.2吋榴彈炮的炮身總成以及新型輪胎，至1943年7月，英軍淘汰了所有8吋榴彈炮。

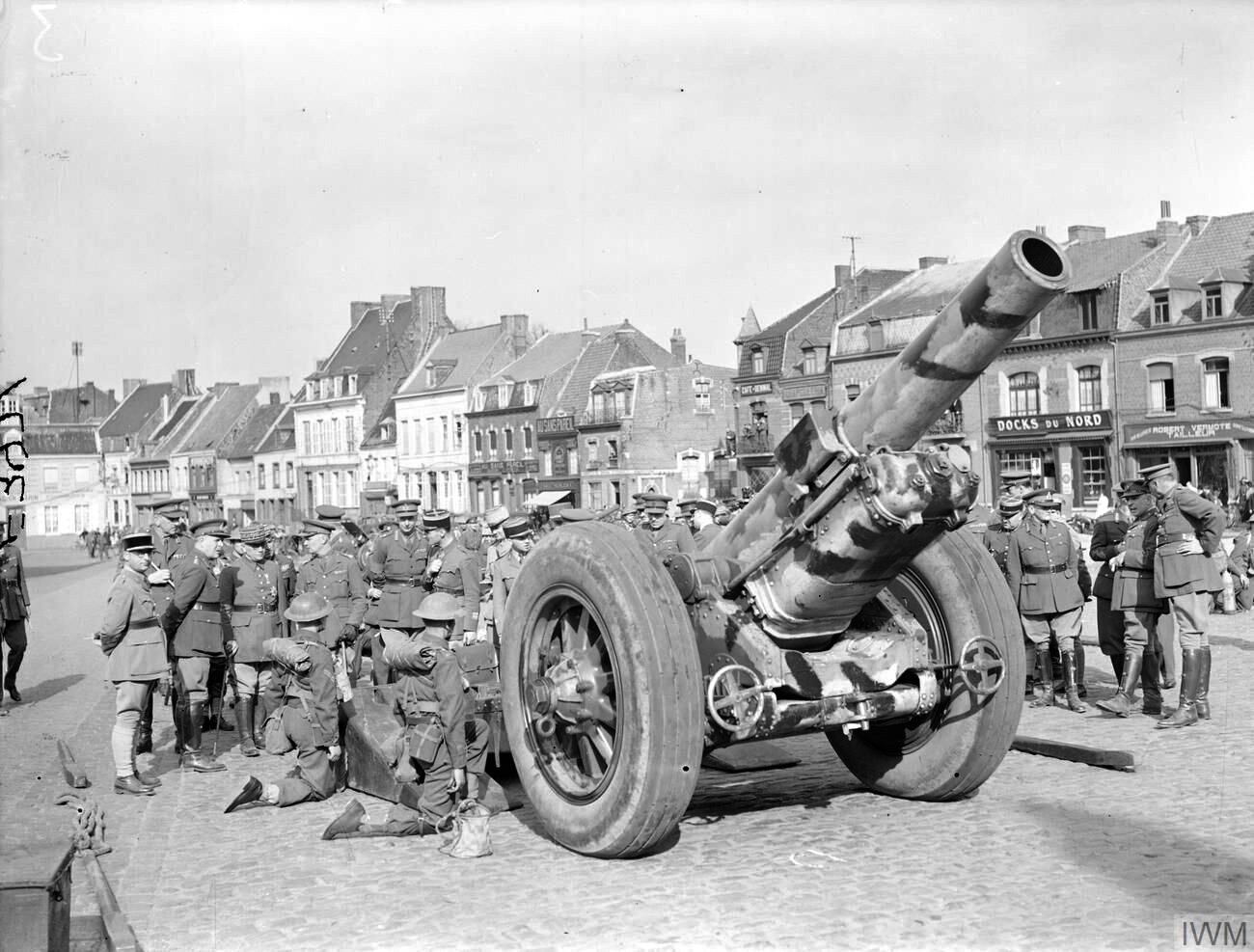
1940年在法國贝蒂讷的8吋榴彈炮，其車輪為現代化版本

 俄罗斯帝国與 苏联
英國除了提供大英國協盟邦使用外，英國有出售給俄羅斯帝國32門第6型8吋榴彈炮，在1917年俄國革命前運交了31門，在俄國內戰中可能得額外繳獲品，因此蘇聯紅軍實際保有的8吋榴彈炮數量較帝俄訂購得更多。在1921年底蘇聯統計有59門國外產製的203公厘榴彈炮，大部分為第6型，但蘇聯內部文書將其稱為密德瓦-VI。至1936年11月1日統計，蘇聯軍備中仍有50門8吋榴彈炮服役中、1門訓練用。1946年6月時，服役的8吋炮仍有36門，最後使用紀錄至1943年。
 美国
1917年4月美國對德意志帝國宣戰，加入協約國同盟後，英國將這款武器的製造資料轉讓給美國，美國政府則向賓夕法尼亞州耐斯鎮的密德瓦鋼鐵公司訂製100門此款武器，在一戰結束前訂單累積為196門。美國將第6型稱為M1917年式8吋榴彈炮、第7型稱為M1918年式8吋榴彈炮、第8型同樣稱為M1918，但會加注Mark VIII 1⁄2。
至1918年11月14日德國停戰前，米德瓦公司已經繳納給美軍146門第6型8吋榴彈炮，其中96門運抵歐洲提供美軍使用，其餘產製完成的留在美國本土，使用8吋榴彈炮的部隊是由美國陸軍岸防炮部隊改編的重榴彈炮兵團，採用24門一團編制。總共有10個團完成換裝，除了第58岸防炮兵團用的是美製品外，44、51、59團則使用英製品。
而美國在一戰後仍繼續生產這款武器，最終美軍接受了285門第6型、116門第7型、61門第8型，16門型號不明的提供給美國海軍陸戰隊，此外在1918年1月時美國向英國採購了52門8吋榴彈炮，但戰爭結束後並沒有運回美國。1922年，8吋榴彈炮退役轉入庫存。1926年美國陸軍的統計資料記載庫存為508門8吋榴彈炮與646輛炮車。1934年，原撥給海軍陸戰隊的8吋榴彈炮移交給陸軍保存。1940年3月，統計資料記載庫存466門8吋榴彈炮，其中266門轉讓給英國。1940年9月，32門轉售給芬蘭。1941年，168門保存的庫存品援引租借法案轉讓給英國，美軍沒有在國內保存M1917/1918式8吋榴彈炮實品。
 芬兰
冬季戰爭中，芬蘭了解到需要更多的野戰重炮對抗蘇聯軍隊，在1939年向美國採購32門8吋榴彈炮，以現存照片顯示購得的版本為M1917式。這批軍購並未趕上在冬季戰爭中使用。1940年這批軍購到貨，芬蘭將它們命名為203 H 17(203公厘，榴彈炮（芬蘭語：Haupitsi），1917年型)，配備給3個重炮營使用，後這3個營改組為6個重砲連(第11至16炮兵連)，芬蘭陸軍對這款火炮的品質與表現感到滿意。在繼續戰爭於1944年的作戰中，芬蘭損失了13門8吋榴炮，戰後該炮退役轉入庫存，1960年代後期解編除帳。

## 參考資料

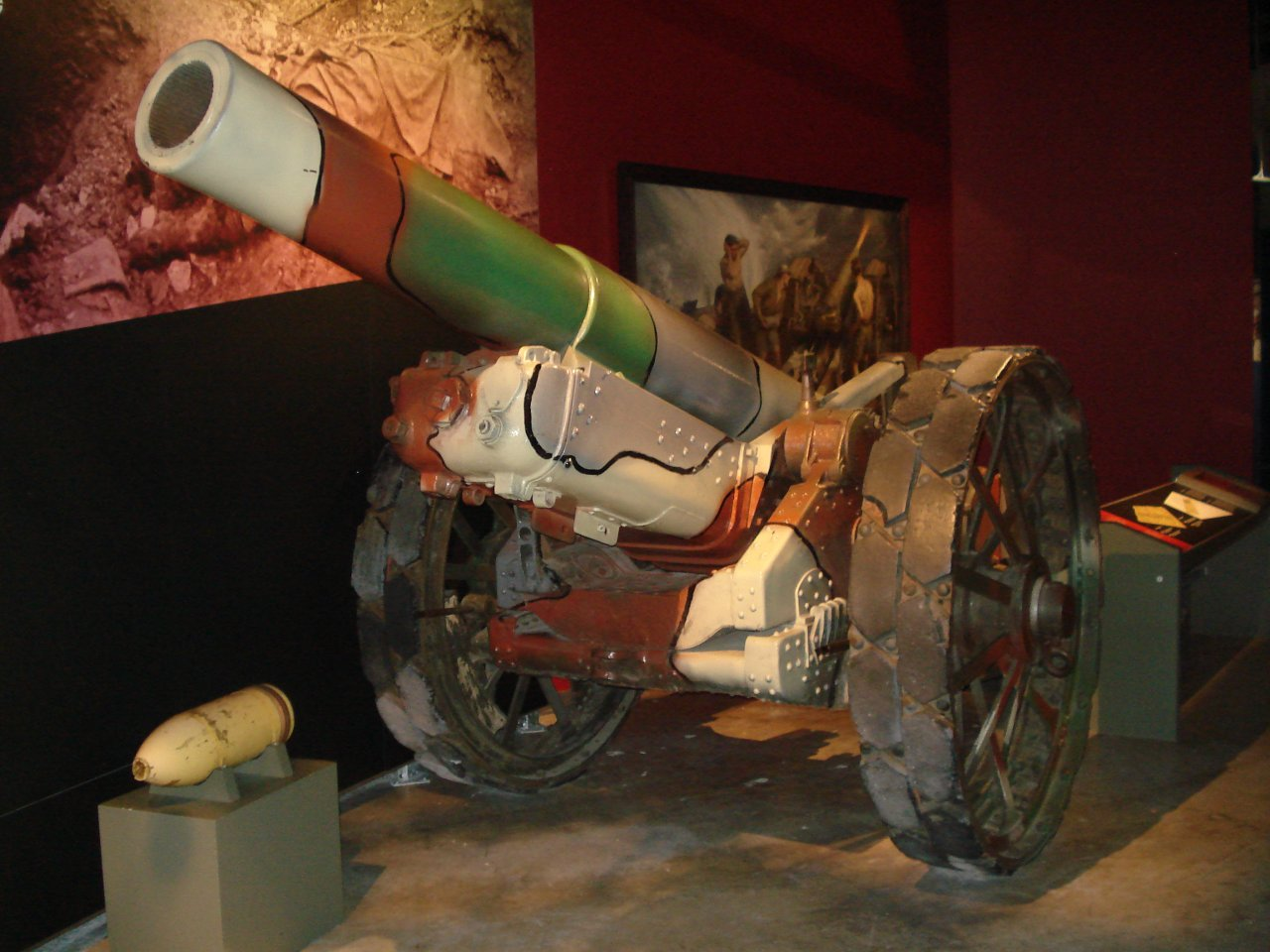
加拿大渥太華陸軍戰爭博物館展示的第8型8吋榴彈炮